# Оцелул
«Оцелул» (ісл. FC Oţelul Galaţi) — румунський футбольний клуб із Галаца, заснований 1964 року. Виступає у найвищому дивізіоні Румунії. Назва клубу означає «металург».

## Досягнення
Чемпіонат Румунії
- Чемпіон (1): 2010-2011

Перший дивізіон
- Переможець (2): 1985–86, 1990–91

Другий дивізіон
- Переможець (2): 1967–68, 1980–81

Кубок Румунії
- Фіналіст (1): 2003–04

Суперкубок Румунії
- Володар (1): 2011

Кубок Інтертото
- Переможець (1): 2007

Кубок Балкан
- Фіналіст (1): 1991–92

## Виступи в єврокубках

### Ліга чемпіонів
| Сезон   | Раунд   | Країна     | Клуб              | Вдома | На виїзді | В сукупності |
| ------- | ------- | ---------- | ----------------- | ----- | --------- | ------------ |
| 2011-12 | Група C | Швейцарія  | Базель            | 2 – 3 | 1 – 2     | 4-е місце    |
| 2011-12 | Група C | Португалія | Бенфіка           | 0 – 1 | 0 – 1     | 4-е місце    |
| 2011-12 | Група C | Англія     | Манчестер Юнайтед | 0 – 2 | 0 – 2     | 4-е місце    |

### Ліга Європи / Кубок УЄФА
| Сезон   | Раунд | Країна               | Клуб            | Вдома | На виїзді | В сукупності |
| ------- | ----- | -------------------- | --------------- | ----- | --------- | ------------ |
| 1988–89 | 1Р    | Італія               | Ювентус         | 1 – 0 | 0 – 5     | 1 – 5        |
| 1997–98 | 1КР   | Словенія             | Гориця          | 4 – 2 | 0 – 2     | 4 – 4 (г)    |
| 1998–99 | 1КР   | Македонія            | Слога Югомагнат | 3 – 0 | 1 – 1     | 4 – 1        |
| 1998–99 | 2КР   | Данія                | Вайле           | 0 – 3 | 0 – 3     | 0 – 6        |
| 2004–05 | 1КР   | Албанія              | Динамо Тирана   | 4 – 0 | 4 – 1     | 8 – 1        |
| 2004–05 | 2КР   | Сербія та Чорногорія | Партизан        | 0 – 0 | 0 – 1     | 0 – 1        |
| 2007–08 | 2КР   | Болгарія             | Локомотив Софія | 0 – 0 | 1 – 3     | 1 – 3        |

### Кубок Інтертото
| Сезон | Раунд | Країна                | Клуб           | Вдома | На виїзді | В сукупності |
| ----- | ----- | --------------------- | -------------- | ----- | --------- | ------------ |
| 2007  | 2Р    | Боснія та Герцоговина | Славія Сараєво | 3 – 0 | 0 – 0     | 3 – 0        |
| 2007  | 3Р    | Туреччина             | Трабзонспор    | 2 – 1 | 2 – 1     | 4 – 2        |

## Гравці клубу
- Корнел Рипе